# چم قرق
چم قرق، محله از  جنوبشهرستان خرم‌آباد در استان لرستان ایران است.

## جمعیت
این روستا در دهستان کرگاه غربیدرمسیر جاده خرم‌آباد به اندیمشک قرار دارد وعمده محصول تولیدی آن برنج دم سیاه خیلی مرغوب می‌باشد. بیشتر جمعیت آن از ایل سکوند  می‌باشند براساس سرشماری مرکز آمار ایران در سال ۱۳۸۵، جمعیت آن ۳۹۶ نفر (۷۲خانوار) بوده‌است.